# 세르게이 세마크
세르게이 보그다노비치 세마크(러시아어: Сергей Богданович Семак, 우크라이나어: Сергій Богданович Семак, Sergei Bogdanovich Semak, 1976년 2월 27일, 우크라이나 SSR 시한스케 ~ )는 러시아의 은퇴한 축구 선수로, 포지션은 수비형 미드필더였다. 우크라이나 태생이며, 형 안드레이 세마크 (Andrei Semak)와 동생 니콜라이 세마크 (Nikolai Semak) 역시 축구 선수로 활동했다.

## 선수 시절
세마크는 우크라이나 루한스크주의 시한스케에서 태어나, 루한스크 축구 학교를 다녔다. 1992년 프레스냐 모스크바에서 프로로 데뷔하였고, 같은 해 후반에는 카렐리야 페트로자보츠크에서 뛰었으나, 1993년 프레스냐 모스크바 (후에 아스마랄 모스크바 (Asmaral Moscow) 로 개칭) 에 복귀하였다. 1994년 CSKA 모스크바로 이적하였으며, 2004년 러시아 프리미어리그 우승, 2002년·2005년 러시아 컵 우승, UEFA컵 2004-05 우승에 공헌하였다. 2005년 프랑스 르샹피오나의 파리 생제르맹에 이적하였지만, 25경기에서 1골에 그치고, 불과 일 년 만에 러시아로 돌아와 2006년 FC 모스크바로 이적하였다. 2008년 루빈 카잔으로 이적해, 팀의 주장으로서 루빈 카잔의 첫 리그 우승에 공헌하였다. 그는 2010년 제니트로 이적하였다.
러시아 축구 국가대표팀에서는 1997년에 첫 국제 경기를 치렀고, 2002년 FIFA 월드컵에도 출전하였다. 2006년 거스 히딩크가 러시아 감독이 되면서, 세마크는 주전 자리를 빼앗기고, UEFA 유로 2008 예선에서는 대표팀에서 제외되었다. 그러나 UEFA 유로 2008 최종 예선에서 대표팀에 다시 부름을 받았고, 대회 직전에 카자흐스탄과의 평가전에서 러시아 대표팀의 주장을 맡았다. 유로 2008 네덜란드와의 경기에서 대표팀 통산 50번째 경기에 출전했고, 2009년 주장 자리를 안드레이 아르샤빈에게 양보하였다.

## 수상
CSKA 모스크바
- 2001-02 러시아 컵 우승
- 2003년 러시아 프리미어리그 우승
- 2004년 러시아 슈퍼컵 우승
- 2004-05 UEFA 컵 우승

 파리 생제르맹
- 2005-06 쿠프 드 프랑스 우승

 루빈 카잔
- 러시아 프리미어리그 : 2008, 2009
- 러시아 슈퍼컵 : 2010

 제니트
- 러시아 프리미어리그 : 2010, 2011-12
- 러시아 슈퍼컵 : 2011

 러시아
- UEFA 유로 2008 4강